# Пано Кивидес
Пано Кивѝдес (на гръцки: Πάνω Κυβίδες) е село в Кипър, окръг Лимасол. Според статистическата служба на Република Кипър през 2001 г. селото има 696 жители.
Намира се на 10 km северно от Ерими. Официално селото е разделено на две части – Пано Кивидес, която е населена, и Като Кивидес ненаселена.